# Maria Johansdotter
Maria Johansdotter, eller Maja Jansdotter, också känd som Magnus Johansson, var en svensk spelman och Sveriges första kvinnliga klockare. Hon var föremål för ett åtalsmål för homosexualitet och för att ha klätt ut sig till man år 1705.    

## Bakgrund
Maria Johansdotter hade kommit från Åland till Stockholm tillsammans med sin styvfar under Stora nordiska kriget. Hon uppgav senare att hon under sin uppväxt på Åland ofta hade klätt sig i byxor och skött både dräng- och pigsysslor. Den första tiden i Stockholm hade hon också försörjt sig med drängarbete på olika gårdar, dock som kvinna. Hon blev ett känt namn i Stockholms stadsbild som kringvandrande krogmusiker, då hon spelade nyckelharpa och fiol på krogarna i Gamla stan. Under denna tid var hon klädd som kvinna med undantag av att hon även bar byxor. Hon hade blivit övertalad av en kroggäst att klä ut sig till man, och fick då ett falskt pass med namnet Magnus Johansson. Hon hade sedan uppgivit för sin husbonde att hon var hermafrodit och sedan börjat leva som en man.    

## Upptäckt
Att hon klädde ut sig till man tycks åtminstone till viss del ha haft yrkesmässiga skäl, då fler yrken var öppna för män och lönen var bättre i de yrken som var reserverade för män. Efter en del drängarbete hade hon börjat en utbildning som skomakarlärling, och fick till slut anställning som klockare i Lovö församling på grund av sin vackra sångröst. I denna position var hon troligen Sveriges första kvinnliga klockare. Som Magnus Johansson invecklade hon sig i en rad kärleksaffärer med traktens pigor, och fick som sådan ett dåligt rykte som en "knutfriare" som uppvaktade pigor bakom ryggen på husfolket. Hon avslöjades "utaf dhet att pigorne begynte förmycket till att hålla af henne". Hon förälskade sig i pigan Maria Andersdotter, som besvarade förälskelsen och tackade ja till Johansdotters frieri och förklarade att hon inte brydde sig om vilket kön hennes fästman hade, då hennes mor varnade henne för ryktet om att hennes trolovade var kvinna. Johansdotter lovade att avslöja sanningen då hon hade fullgjort sin skomakarutbildning. Då hon fick ett brev från prästen i den församling där hon tidigare varit känd som kvinna. Paret beslutade sig för att begå självmord tillsammans, men då de avslöjades av Johansdotters husbonde, kontaktade hon själv prästen och anmälde sig.       

## Rättegång
Maria Johansdotter ställdes inför rätta i Svartsjö i Färentuna härad 1705. Kyrkoherden i Åkers socken, Johan Acrelius, vittnade vid rätten om att hon under sin anställning vid Tuna sätesgård ofta hade varit klädd som en man. Maria anförde att det på Åland var vanligt att kvinnor utförde sysslor som på fastlandet ansågs manliga. Hon sade att hon redan som barn fått arbeta med både manliga och kvinnliga sysslor och tyckte bättre om de manliga, och att hon, då hon tagit sig ett manligt alias, hade avsagt sig män och beslutit sig för att enbart älska vackra flickor. Maria Johansdotter utgör ett ovanligt fall bland de kvinnor som ställdes inför rätta för att ha klätt ut sig till man i sitt försvar, då hon uppvisade en fullständig brist på rädsla inför rätten och villigt erkände sig skyldig till alla åtalspunkterna utan att visa ånger. Hon avvisade anklagelserna om sexualitet med hänvisning till att hon endast hade dansat och kysst pigorna och att det inte hade skadat dem, det vill säga gjort dem gravida.  
Maria Johansdotter dömdes 1706 av Svea Hovrätt till åtta dagars vatten och bröd och uppenbar kyrkoplikt för att ha brutit mot förbudet att klä sig i manskläder.

## Sammanhang och närbesläktade fall
Att klä sig i motsatta könets kläder och utge sig för att vara ett annat kön var under denna tid ett allvarligt brott som kunde medföra dödsstraff. Flera fall är dock kända från Sverige under tiden 1569–1809, då personer ställdes inför rätta för detta brott, som under denna tid var ett välkänt fenomen i det allmänna medvetandet. Det handlade ofta om kvinnor som tjänstgjorde i armén som soldater utklädda till män, men Maria Johansdotter är inte det enda fallet av en kvinna som skaffat sig fördelar och tillgång till andra yrken genom att klä ut sig till man i det civila. I ett fall från Säby 1571 tvingas en skomakare och hans dräng att gifta sig med varandra sedan det visat sig att drängen var gravid. Karin Johansdotter från Kangasala socken i Finland hade utklädd till man tjänstgjort som dräng under namnet Karl från 1723 till 1726 därför att lönen var högre för en man. Kusken Petter Cederlöf, som vid sin död varit förlovad med en kvinna, visade sig vid liksvepningen 1780 vara en kvinna, och Gustafva Juliana Cederström (1746–1801) blev känd för att innehaft en lång rad anställningar utklädd till man.

## Inom populärkulturen
Maria Johansdotters historia gjordes till en pjäs av musikern Anders Peev och berättaren Johan Theodorsson (Musikteater Unna). Pjäsen hade urpremiär vid Stockholm Pride 2012 och har bland annat visats vid Internationella berättarfestivalen i Rom 2013.